# Jonathan Ellis
Jonathan Ellis est l'un des cofondateurs de la société Psygnosis spécialisée dans le développement et l'édition de jeux vidéo. C'est avec l'aide de Ian Hetherington, en 1984, qu'il fonda l'entreprise sur les cendres d'Imagine Software, une société qui venait de disparaître et dont Hetherington était le directeur financier. Après avoir développé de nombreux succès, l'entreprise ferma ses portes. Depuis, Jonathan Ellis travaille pour Activision.

## Ludographie
- Brataccas (1985)
- Microcosm (1993)
- WipEout (1995)
- Sentient (1997)
- Spider-Man 2 (2004)